# 東京都立田無高等学校
東京都立田無高等学校（とうきょうとりつ たなしこうとうがっこう、英: Tokyo Metropolitan Tanashi High School）は、東京都西東京市向台町五丁目にある東京都立高等学校。

## 沿革
- 1983年4月1日 - 開校。
- 2005年 -制服改定

## 教育課程
- 全日制課程
  - 普通科

## 交通
出典 : 
電車
- 西武新宿線田無駅南口より徒歩18分

バス
| 運行事業者 | 乗車駅     | 系統・路線          | 下車停留所                    |
| ---------- | ---------- | ------------------- | ----------------------------- |
| はなバス   | 田無駅     | 向台循環            | 「上向台市民集会所」、徒歩2分 |
| はなバス   | 東伏見駅   | 田無駅 - 東伏見駅線 | 「市民公園前」、徒歩4分       |
| 関東バス   | 花小金井駅 | 境16・花21          | 「上向台」、徒歩2分           |
| 関東バス   | 武蔵境駅   | 境12                | 「向台町五丁目」、徒歩4分     |
| 関東バス   | 吉祥寺駅   | 吉73                | 「向台町五丁目」、徒歩4分     |
| 関東バス   | 吉祥寺駅   | 吉75                | 「武蔵野徳洲会病院」、徒歩9分 |

## 著名な出身者
- 廣永遼太郎 - プロサッカー選手
- 李忠成 - プロサッカー選手
- 山崎直之 - プロサッカー選手
- キン・シオタニ - イラストレーター
- 竜星涼 - 俳優
- 相馬トランジスタ - YouTuber
- 富田竜馬 - 東久留米市長。前東久留米市議会議員
- あむぎり - YouTuber
- るならんど - ストリーマー